# Maniche
Nuno Ricardo de Oliveira Ribeiro (znan pod vzdevkom Maniche), portugalski nogometaš, * 11. november 1977, Lizbona, Portugalska.
Maniche je kariero začel pri klubu Benfica v portugalski ligi, kjer je igral še za klube Alverca, Porto in Sporting CP. Igral je v vseh štirih najmočnejših evropskih ligah, v Premier League za Chelsea, španski ligi za Atlético Madrid, Serie A za Inter ter nemški ligi za 1. FC Köln. S Portom je osvojil Ligo prvakov v sezoni 2003/04, Pokal UEFA v sezoni 2002/03, naslov državnega prvaka v sezonah 2002/03 in 2003/04 ter državni pokal v sezoni 2002/03. S Chelseajem je osvojil Premier League v sezoni 2005/06, z Interjem pa Serie A v sezoni 2007/08.
Za portugalsko reprezentanco je odigral 53 uradnih tekem in dosegel sedem golov. Nastopil je na Svetovnem prvenstvu 2006, kjer je osvojil četrto mesto, in Evropskem prvenstvu 2004, kjer je z reprezentanco osvojil naslov podprvaka.